# Pensioenfonds Zorg en Welzijn
De Stichting Pensioenfonds Zorg en Welzijn (PFZW) (tot 1 januari 2008 PGGM) is een Nederlands pensioenfonds.

## Geschiedenis
Het fonds werd op 19 juni 1969 opgericht als PGGM (Pensioenfonds voor de Gezondheid, Geestelijke en Maatschappelijke belangen) om één pensioen als uniforme arbeidsvoorwaarde te realiseren voor de hele sector zorg en welzijn en om zo te zorgen dat pensioen geen concurrerende factor zou worden.
In de loop der jaren zijn diverse pensioenfondsen die voor de sector werkzaam waren opgegaan in PGGM. Dat waren onder meer het katholieke pensioenfonds (PKI), het pensioenfonds zonder religieuze achtergrond (PVM) en het pensioenfonds voor diaconessen. Het pensioenfonds is in 1970 verplicht gesteld voor de ziekenhuizen en verpleeghuizen. Later zijn in de loop der jaren de overige sectoren opgegaan in PGGM. Het fonds is sinds 1972 in Zeist gehuisvest.
Per 1 januari 2008 is de uitvoering van de pensioenen van het pensioenfonds afgesplitst. De uitvoeringsorganisatie ging apart verder als PGGM N.V. en de ledencoöperatie PGGM&Co. De belangrijkste reden hiervoor was dat pensioenfondsen geen aanvullende producten mogen aanbieden. Ook is het voor PGGM N.V. nu mogelijk om de uitvoering voor andere pensioenfondsen op zich te nemen.

## Structuur
Pensioenfonds Zorg en Welzijn is een stichting met een bestuur met tien leden én een onafhankelijke voorzitter. Van de leden zijn er vijf vertegenwoordigers van werkgeversorganisaties, vier vertegenwoordigers van werknemersorganisaties en één lid na rechtstreekse verkiezing door de pensioengerechtigden. 
De raad van toezicht ziet toe op het functioneren van het bestuur, met risicobeheersing en evenwichtige belangenafweging als belangrijke aspecten. Verder ziet het toe op het beloningsbeleid, het jaarverslag en de jaarrekening. Indien een bestuurslid niet goed functioneert dan heeft de raad de opties de bestuurder te schorsen of te ontslaan. De vier leden van de raad worden benoemt door het bestuur.
Tot slot kent het bestuur een verantwoordingsorgaan (de pensioenraad) bestaande uit 36 persoenen. Hiervan zijn 17 leden die de werknemers vertegenwoordigen, twaalf de werkgevers en zeven de gepensioneerden. Een lid kan maximaal twaalf jaar in de pensioenraad zitten. De voorzitter is onafhankelijk.

## Omvang en resultaten
In 2023 waren er 25.000 werkgevers bij het fonds aangesloten. Hun werknemers zijn werkzaam in de kinderopvang, tandtechniek, sportbonden, ziekenhuizen, gehandicaptenzorg, verpleeghuizen, jeugd- en thuiszorg. Het fonds telt 2,9 miljoen deelnemers, waarvan 1,4 miljoen premiebetalende deelnemers, 0,9 miljoen gewezen deelnemers en 0,6 miljoen gepensioneerden. Het belegd vermogen was 238 miljard euro per jaarultimo. De pensioenverplichtingen bedroegen € 225 miljard, waardoor de actuele dekkingsgraad uitkwam op 106%.
In de tabel hieronder staan belangrijke financiële gegevens van het fonds. De actuele dekkingsgraad is het aanwezige pensioenvermogen gedeeld door de contante waarde van de opgebouwde pensioenaanspraken. In de laatste kolom staat de indexering, dit is de jaarlijks mutatie van de verworven pensioenaanspraken en pensioenrechten, conform het pensioenreglement en afhankelijk van de financiële positie van het fonds.
| Jaar | Belegd vermogen (×€ miljard) | Pensioen- voorziening (×€ miljard) | Actuele dekkingsgraad | Beleggings- rendement | Benchmark beleggingen | Indexering |
| ---- | ---------------------------- | ---------------------------------- | --------------------- | --------------------- | --------------------- | ---------- |
| 2015 | 163,6                        | 172,9                              | 95,1%                 | −0,1%                 | −1,1%                 | 0,0%       |
| 2016 | 185,4                        | 195,3                              | 95,3%                 | 12,0%                 | 11,6%                 | 0,0%       |
| 2017 | 197,2                        | 195,3                              | 101,1%                | 5,1%                  | 5,2%                  | 0,0%       |
| 2018 | 199,0                        | 204,1                              | 97,5%                 | −0,4%                 | −0,8%                 | 0,0%       |
| 2019 | 238,4                        | 240,3                              | 99,2%                 | 18,8%                 | 18,1%                 | 0,0%       |
| 2020 | 253,9                        | 274,6                              | 92,6%                 | 5,6%                  | 6,6%                  | 0,0%       |
| 2021 | 277,5                        | 260,6                              | 106,6%                | 8,2%                  | 7,6%                  | 2,7%       |
| 2022 | 216,5                        | 200,7                              | 108,7%                | −22,6%                | −21,7%                | 6,0%       |
| 2023 | 237,6                        | 225,1                              | 106,1%                | 8,7%                  | 8,9%                  | 4,8%       |

In november 2020 meldde FD dat PFZW een beheerd vermogen heeft van 250 miljard euro, qua omvang het tweede van Nederland en daarmee ook wereldwijd een van de grootste pensioenbeleggers. Het vermogen wordt voor de helft belegd in zakelijke waarden, waaronder aandelen, vastgoed, private equity en infrastructuur, voor een vijfde in kredieten en voor 30% in vastrentende waarden.
In 2023 zijn de volgende activiteiten uitgesloten voor beleggingen: tabak, controversiële wapens, steenkool, teerzand, olie- en gasboringen in het Noordpoolgebied, conventionele productie van olie en gas, bont en gokken.

## Kritiek
In juni 2018 kwam er kritiek op PFZW vanuit milieuorganisaties vanwege beleggingen in teerzandolie. Peter Borgdorff, directeur van PFZW, reageerde op deze kritiek door te stellen dat de belangen in vervuilende bedrijven stapsgewijze worden afgebouwd en dat er door het fonds steeds meer in bedrijven wordt geïnvesteerd die duurzame energie opwekken. In november 2020 werd bekend dat PFZW door de coronacrisis in 2020 € 4 miljard heeft verloren op olietermijncontracten. Het pensioenfonds heeft daarna haar grondstoffenbeleggingen geheel afgebouwd.